# Darkwave
Dark wave, più conosciuto in Italia con il termine dark, è un termine coniato in Europa negli anni '80 per descrivere la variante oscura e malinconica della musica new wave e post-punk che si fece strada come genere musicale nei tardi anni '70. Le composizioni musicali di questo genere sono caratterizzate da un ampio utilizzo di tonalità in chiave minore e liriche introspettive, venendo così percepite come oscure, romantiche, desolate e con un sottofondo di dolore. Tra le caratteristiche comuni al genere vi sono l'utilizzo di cordofoni come chitarra elettrica e acustica, il violino ed il pianoforte, così come strumenti elettronici come il sintetizzatore, il campionatore e la drum machine.

## Definizione del termine
(Isabella van Elferen, Professor of Musicology, Faculty of Arts and Social Sciences, Kingston University, London)
Fin dagli anni '80 il termine Dark wave fu utilizzato in Europa per descrivere una variante cupa e melancolica della musica post-punk e new wave. A quei tempi, il termine "goth" era inseparabilmente collegato al gothic rock, mentre il termine "dark wave" aveva acquisito un significato più ampio, includendo anche gli artisti associati al gothic rock ed alla musica new wave con un massiccio utilizzo del sintetizzatore come i Bauhaus,, i Joy Division, The Cure, Siouxsie and the Banshees, The Sisters of Mercy, Anne Clark, Depeche Mode, Gary Numan, and The Chameleons..
In Italia il termine "dark" (abbreviazione di "dark wave") venne utilizzato fin dai primissimi anni '80 spesso in sostituzione del termine "goth" per indicare questa nuova sottocultura. I termini "goth" e gothic rock iniziarono invece a circolare comunemente sul finire degli anni '80. Tra le band che allora venivano definite dark vi erano gruppi della scena fiorentina come Diaframma ed i primi Litfiba, i romani Carillon del Dolore, i messinesi Victrola, i veneziani Death in Venice.
In Germania la prima volta che fu utilizzato il termine dark wave fu nel numero di maggio 1985 della rivista musicale Spex, in cui l'album The Gift dei Cyan Revue e Priests and Petrol dei Leningrad Sandwich venivano pubblicizzati con questo appellativo, mentre nel maggio del 1986 i Marquee Moon utilizzarono questo termine in una loro intervista nella rivista indipendente di Colonia E.B.. Il termine venne poi utilizzato correntemente solo dal 1988.
Negli Stati Uniti del dopo 1993 il termine "dark wave" fu associato al lavoro della Projekt Records, in quanto fu molto utilizzato dal produttore e fondatore dell'etichetta Sam Rosenthal, che trovò il termine sfogliando le pagine di riviste musicali tedesche come Zillo, utilizzandolo poi per promuovere e commercializzare artisti dell'etichetta tedesca Hyperium Records negli Stati Uniti come i Chandeen e Love Is Colder Than Death.
Nel corso degli anni il termine darkwave è così divenuto un termine ombrello che include generi come cold wave, ethereal wave, gothic rock, neoclassical dark wave, e neofolk.

## Storia della darkwave

### Le origini europee negli anni '80

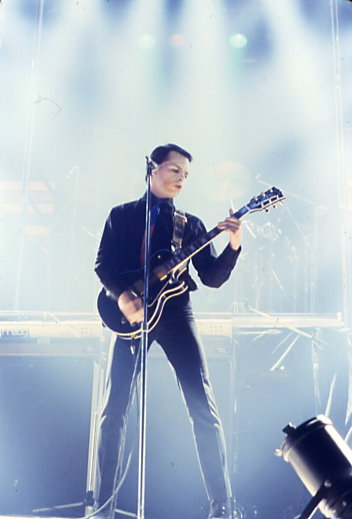
Gary Numan dal vivo al Music Hall, 18 febbraio 1980

Nell'Europa della seconda metà degli anni '70, come nel resto del mondo, il movimento punk fu visto dai più come una ventata di novità nel panorama musicale internazionale, creando un'etica ed un'energia del tutto peculiari. Molti artisti poi identificati nei termini post-punk e new wave, pur prendendo ispirazione dai nuovi impulsi di questo movimento, ne lamentarono l'eccessiva semplificazione nella forma e le convenzioni rock fino alla parodia di se stessi. All'interno di questi due macro-generi, un certo numero di band iniziarono a sviluppare sonorità nuove, spesso ispirate dalle avanguardie storiche e con atteggiamenti riconducibili al neo-romanticismo, al decadentismo ed all'estetismo dandy, con risultati che andavano dal synthpop, di band come Anne Clark, Gary Numan, Depeche Mode, alle prime band gothic rock come Bauhaus, Joy Division, The Cure o Siouxsie and the Banshees. Altre band furono poi The Chameleons, Sad Lovers and Giants, Lowlife.
Ad inizio anni '80, per queste band venne coniato il termine darkwave, per descrivere le loro composizioni musicali caratterizzate da un ampio utilizzo di tonalità in chiave minore e liriche introspettive, desolati e con un sottofondo di dolore malinconico.
Il movimento si diffuse a livello internazionale, sviluppando elementi come l'ethereal wave, con gruppi come Cocteau Twins e la dark wave neoclassica, iniziata da band come Dead Can Dance ed In the Nursery. Anche band francesi della coldwave come Clair Obscur ed Opera Multi Steel vengono spesso associate al movimento darkwave, mentre il chitarrista francese Rémy Lozowski degli Excès Nocturne descrive la sua musica come una New Wave Noire.

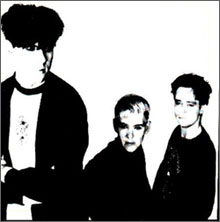
Clan of Xymox

Contemporaneamente emersero, influenzandosi vicendevolmente, altri stili associati alla new wave ed alla dark wave come l'electro-wave influenzata dal gothic rock e dalla musica industriale di band come Attrition, Die Form (Francia), Pink Industry (UK), Psyche (Canada), Kirlian Camera (Italia) e Clan of Xymox (Paesi Bassi) Altre band come i Malaria! e The Vyllies aggiunsero elementi della chanson e della musica da cabaret, inaugurando un genere che verrà poi conosciuto come dark cabaret, poi popolarizzato dall'etichetta statunitense Projekt Records.
Le band di dark wave tedesche erano spesso incluse nel movimento della Neue Deutsche Welle, con gruppi come Xmal Deutschland, Mask For, Asmodi Bizarr, II. Invasion, Unlimited Systems, Moloko †, Maerchenbraut, Cyan Revue, Leningrad Sandwich, Stimmen der Stille, Belfegore, e Pink Turns Blue.
Anche l'Italia, pur non raccogliendo le band sotto un unico nome come in Germania, vide una scena italo-darkwave molto attiva, con gruppi musicali che andavano da band dal sapore goth come i romani Carillon del Dolore e Marbre Noir, i messinesi Victrola, i veneziani Death in Venice, i baresi Art of Waiting, i toscani Symbiosi o i modenesi Thelema. Nel versante più legato alla synth wave vi furono invece band come i Militia di Perugia, i marchigiani Baciamibartali ed i Voice di Salerno. I veronesi Endless Nostalgia ed i toscani Overload avevano sonorità synth wave più orientate sul pop, mentre i toscani Lord Chapeau proposero una versione propria della darkwave di matrice classicheggiante. Sonorità darkwave sono poi riconducibili a parte del cosiddetto movimento della nuova musica italiana cantata in italiano, con band come Underground Life, Diaframma e Litfiba

### Gli anni novanta e la seconda generazione darkwave
(Isabella van Elferen, Professor of Musicology, Faculty of Arts and Social Sciences, Kingston University, London)

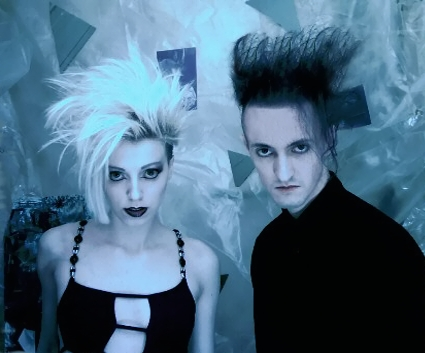
The Frozen Autumn

Con l'inizio degli anni novanta, dopo una discreta visibilità mainstream raggiunta nel decennio precedente, il genere torna nell'underground, particolarmente seguito nella scena goth. Il termine Darkwave si accostò ad una seconda generazione di gruppi musicali tedeschi come i Deine Lakaien, le Girls Under Glass, i Love Like Blood, i Love Is Colder Than Death, i Diary of Dreams, The Eternal Afflict e Wolfsheim, così come Project Pitchfork e il suo side project Aurora Sutra. Importanti furono poi gli italiani Fear Of The Storm, The Frozen Autumn ed Ataraxia ed i francesi Corpus Delicti che si evolsero da questo movimento diventando i principali artisti della scena Romanesque occidentale. Queste band si ispiravano fortemente alla musica wave e post-punk degli anni ottanta.
Negli stessi anni, un certo numero di band tedesche come i Das Ich, Goethes Erben, Relatives Menschsein ed Endraum svilupparono un genere molto più teatrale, intervallato da testi poetici e metaforici tedeschi chiamato Neue Deutsche Todeskunst (letteralmente Nuova Arte Tedesca della morte). Altre band come Silke Bischoff, In My Rosary, Engelsstaub ed Impressions of Winter combinavano invece elementi del neofolk con darkwave neoclassica.

### Gli anni novanta e la darkwave negli Stati Uniti

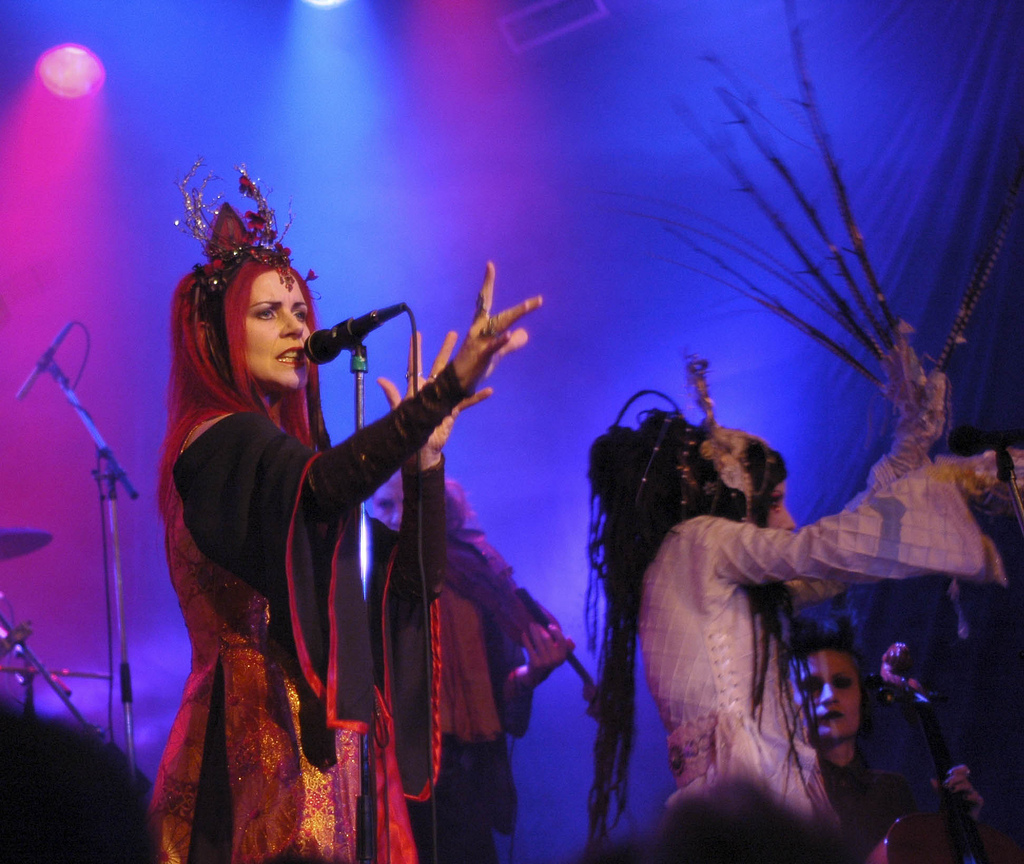
Monica Richards durante un concerto nel 2009.

A partire dal 1993 il termine darkwave viene lanciato negli Stati Uniti da Sam Rosenthal della Projekt Records, che lo utilizza per descrivere e propagandare una serie di band tedesche della Hyperium Records come Chandeen e Love Is Colder Than Death. La Projekt inizia poi a produrre band come Lycia, Black Tape for a Blue Girl e Love Spirals Downwards, perlopiù caratterizzate da suoni di chitarra e synth e voci femminili, con uno stile spesso vicino a band degli anni '80 come i Cocteau Twins, spesso definiti come ethereal dark wave. La Projekt vantava poi un lungo rapporto con gli Attrition, che vennero inclusi dall'etichetta nelle prime compilazioni pubblicate. Sulla stessa scia vi era poi la Tess Records che propose This Ascension, Faith and the Muse ed i Clan of Xymox dopo la reunion.

### Gli anni duemila
Con l'inizio del nuovo secolo molti artisti combinano nel loro suono influenze storicamente atipiche per il genere.  Ad esempio i Bella Morte inglobano elementi del death rock e dell'heavy metal. I Faith and the Muse combinano influenze Darkwave con la musica shoegaze. Altre band come The Crüxshadows invece uniscono la Darkwave con l'electronic dance music, incorporando nel loro suono influenze techno e trance. Altre ancora come i Diary of Dreams incorporano sia influenze alternative rock che dell'elettronica contemporanea. Il termine viene quindi utilizzato per descrivere band anche molto diverse tra loro. Dal 2010 nascono delle divergenze in quanto il termine viene utilizzato anche per descrivere il sound di artisti al di fuori della tradizionale scena goth, come Trust e Zola Jesus. Quindi si può affermare che il termine viene spesso utilizzato per descrivere l'influenza dark wave e non il genere in senso stretto.